# 성재기 (조선)
성재기(成載琦, 1821년 ~ ?)는 조선 후기의 문신, 정치인이다. 음서로 출사하여 교관으로 재직 중 진사시에 합격하였다. 동몽교관, 선공감 봉사, 조지서 별제, 장악원정 등을 역임하고, 신창현감 겸 홍주진관병마동첨절제사에 이르렀다. 자는 운서(雲瑞)이고, 본관은 창녕이다. 한성부 출신.

## 생애
아버지는 자헌대부(資憲大夫) 행용양위대호군(行龍驤衛大護軍), 공조판서, 우참찬, 숭정대부 등을 지낸 효정공 성원묵(成原默)이고, 어머니는 이운빈의 딸이다. 1858년(철종 9년) 음서제로 출사하여 교관(敎官)이 되고, 그해 식년과 진사시에 합격하여 진사가 되었다. 1860년 3월 29일 다시 동몽교관(童蒙敎官)이 되었다가 그해 윤3월 신병으로 정장을 올려 면직되었다. 그해 4월 17일 선공감봉사, 6월 25일 재랑, 7월 제관(祭官), 1861년 1월 6품직으로 승진, 상호감조도감(上號監造)의 사과가 되었다. 1862년 9월 조지서별제, 11월 찰방, 사헌부감찰을 거쳐 1863년 6월 통훈대부(通訓大夫)로 승진, 6월 18일 장악원주부를 거쳐 장악원정이 되었다.
1863년(철종 14년) 7월 3일 혜릉령(惠陵令)이 되었다가, 그날 다시 충청남도 신창현감(新昌縣監) 겸 홍주진관병마절제사(洪州鎭管兵馬節制使)로 임명, 그해 12월 15일 아마 1필을 하사받고 부임하였다. 1864년(고종 1년) 12월 15일 신정왕후 조대비의 명으로 전최에서 근무성적이 우수한 지방관을 선발, 시상할 때 우수 지방관의 한 사람으로 선정되어 새서(璽書)와 표리(表裏)를 하사받았다. 1865년(고종 2년) 3월 친상을 당하여 사직하였다. 1870년(고종 8년) 2월 별천(別薦)에 올랐다. 1870년(고종 7년) 의정부가 각 도에서 지방관 적임자를 추천받은 수령별천 별단(守令別薦 別單)을 뽑을 때 선정되었으나 어떤 이유에서였는지 현직에 부임하지 못했다.

## 가족 관계
- 고조부 : 성광석(成光錫)
  - 증조부 : 성덕유(成德游)
    - 조부 : 성노주(成老柱)
    - 조모 : 최창걸(崔昌傑)의 딸
      - 아버지 : 성원묵(成原默, 1785년 ~ 1865년)
      - 어머니 : 이운빈(李運彬, 1730년 ~ ?)의 딸
        - 형님 : 성재선(成載璿, 1811년 ~ ?)
        - 형수 : 이장배(李章培)의 딸
        - 형님 : 성재구(成載球, 다른 이름은 재옥)